# Терсько-Кумська низовина
Терсько-Кумська низовина — низовина на східному Передкавказзі, південно-західна частина Прикаспійської низовини. Оточена на півдні підніжжям Кавказьких гір, на півночі — Кумо-Маницькою западиною, на заході — Ставропільською височиною, на сході — Каспійським морем. Висота до 100 м, цілковита рівнина; на схід від ріки Терек масив еолових пісків. Рослинність полиново-злакових сухих степів і напівпустельна. Українці живуть лише в північно-західній частині Терсько-Кумської низовини.